# Kokora
Kokora (rusky Кокора) je jezero v Tajmyrském rajónu v Krasnojarském kraji v Rusku. Má rozlohu 162 km². Leží na severovýchodě Severosibiřské nížiny.

## Vodní režim
Zdrojem vody jsou atmosférické srážky a povrchová voda. Z jezera odtéká řeka Kegerdi (povodí Chatangy)